# Pleasureman
Pleasureman — первый альбом шведского евродэнс-исполнителя Günther, вышедший в 2004 году. Почти все песни записаны совместно с дуэтом The Sunshine Girls.
Дебютный сингл «Ding Dong Song» три недели держал лидерство в шведском чарте и 14-ю позицию — в британском. Музыкальное видео представляет собой пародию на стиль «евродэнс», популярный в Германии в 1980-х и 1990-х годах, а сам исполнитель поёт по-английски, но с сильным немецким акцентом. Ролик завоевал популярность на Youtube и получил большое количество пародий.

## Список композиций
| №   | Название                               | Длительность |
| --- | -------------------------------------- | ------------ |
| 1.  | «Golddiggers»                          | 3:36         |
| 2.  | «Ding Dong Song»                       | 4:04         |
| 3.  | «Teeny Weeny String Bikini»            | 4:00         |
| 4.  | «Touch Me» (Совместно с Самантой Фокс) | 3:29         |
| 5.  | «Pleasureman»                          | 3:24         |
| 6.  | «Crazy & Wild»                         | 4:17         |
| 7.  | «One Night Stand»                      | 3:37         |
| 8.  | «I'm Your Man (G.U.N.T.H.E.R)»         | 3:08         |
| 9.  | «Naughty Boy»                          | 3:30         |
| 10. | «Enomormous Emotion (I Love You)»      | 4:08         |
| 11. | «Ding Dong Song» (Soft Core Version)   | 4:23         |

### Американская версия без купюр
Версия альбома для США, выпущенная в 2006 году, помимо песен стандартного издания, включает:
| №   | Название                   | Длительность |
| --- | -------------------------- | ------------ |
| 12. | «Like Fire Tonight»        | 3:32         |
| 13. | «Tutti Frutti Summer Love» | 3:43         |
| 14. | «Christmas Song»           | 3:34         |